# Gornji Varoš
Gornji Varoš is een plaats in de gemeente Stara Gradiška in de Kroatische provincie Brod-Posavina. De plaats telt 293 inwoners (2001).